# Abra de Ílog
El Abra de Ílog es un municipio filipino de cuarta categoría perteneciente a la provincia  de Mindoro Occidental en Tagalas del Sudoeste.
Con una extensión superficial de 533,70 km²,  tiene una población de 22.212 personas que habitan en 6.323 hogares.	
Su alcalde es Eric A. Constantino. Para las elecciones a la Cámara de Representantes está encuadrado en Único Distrito Electoral de esta provincia.

## Geografía
El municipio del Abra de Ílog se encuentra situado en  la parte noroccidental de la isla de Mindoro.
Su término linda al norte con el Pasaje de la Isla Verde, estrecho que separa las islas de Luzón y de Mindoro conectando el Mar de la China Meridional, con la Bahía de Tayabas y el Mar de Sibuyán.
Al sur se encuentra el municipio de Mamburao, al este el municipio de  Puerto Galera en la provincia de Mindoro Oriental y al oeste el de Paluán.

## Barrios
El municipio del Abra de Ílog se divide, a los efectos administrativos, en 9 barangayes o barrios, conforme a la siguiente relación:
| Barrio           | Urbano/Rural | Población (2010) |
| ---------------- | ------------ | ---------------- |
| Armado           | rural        | 1,925            |
| Balao            | rural        | 2,979            |
| Cabacao          | rural        | 5,009            |
| Lumangbayán      | rural        | 3,217            |
| Población        | urbano       | 2,627            |
| San Vicente      | rural        | 2,888            |
| Tibag            | rural        | 2,042            |
| Udalo (Camurong) | rural        | 3,651            |
| Wawa             | rural        | 4,887            |

## Historia
Pequeño asentamiento fundado por misioneros españoles  en la primera mitad del siglo XVII. Cuentan los del lugar que su nombre original fue el de Abre de Ilog y que el mismo  deriva de dos palabras, Abra, que en español significa abrir e Ilog, que en tagalo  significa río. Más tarde, el nombre evolucionó y puede ser traducido libremente como una terminología en idioma chabacano como apertura del río.
El municipio fue creado en 1902, durante la ocupación estadounidense de Filipinas, siendo Rosaleo Miciano su primer alcalde. El 4 de enero de 1905 los 15 municipios de esta provincia quedaron reducidos a ocho, pasando Abra a ser un barrio de Mamburao.
El 13 de junio de 1950, la provincia de Mindoro se divide en dos porciones: Oriental y  Occidental. La   provincia Occidental comprendía los siguientes ocho municipios: Abra de Ilog, Looc, Lubang, Mamburao, Paluán, Sablayán, San Jose y Santa Cruz.

## Patrimonio
Iglesia parroquial  católica bajo la advocación de San Rafael. Forma parte del Vicariato de Nuestra Señora del Pilar de  la Vicaría Apostólica de San José en Mindoro sufragánea  de la Arquidiócesis de Lipá.